# Любопытная иероглифическая Библия
Любопытная иероглифическая Библия (англ. A Curious Hieroglyphic Bible) — старинная американская детская книга. Опубликованная в 1788 году Исайей Томасом в Вустере, штат Массачусетс, представляет собой Библию, частично выполненную в форме ребуса (некоторые слова заменены картинками). Её не следует путать с аналогичной одноимённой работой, опубликованной в 1784 году в Лондоне Томасом Ходжсоном.
Книга, от которой, как известно, сохранилось всего четыре экземпляра, содержит почти 500 гравюр на дереве. Это была первая американская Библия-ребус, популярная в конце XVIII века форма знакомства детей с чтением Библии. Книга была одной из 88 книг, включённых в выставку Библиотеки Конгресса США в 2012 году «Книги, которые сформировали Америку».